# Cypripedium
Cypripedium is een geslacht van terrestrische orchideeën.
De soorten komen voornamelijk voor in subtropische en gematigde klimaatzones van het noordelijk halfrond. Van alle orchideeën kunnen ze het best kou verdragen.
Veel soorten worden met uitsterven bedreigd.
Een soort, het vrouwenschoentje (Cypripedium calceolus), komt van nature voor in Europa.

## Naamgeving
Synoniemen: Calceolus Mill. (1754) , Calceolaria Heist. ex Fabr. (1763) , Schizopedium Salisb. (1814) , Criogenes Salisb. (1814) , Criosanthes Raf. (1818) , Arietinum L.C.Beck (1833) , Sacodon Raf. (1838) , Hypodema Rchb. (1841) , Ciripedium Zumagl. (1859) , Cypripedilon St.-Lag. (1889) , Fissipes Small (1903)

## Kenmerken
Cypripedium-soorten zijn kruidachtige, vaste planten met een dik, vlezig rizoom meestal voorzien van een velamen, die jaarlijks met een nieuwe knop uitloopt. De bloemstengel ontspringt aan de knoop aan de top van het rizoom.
De meeste soorten hebben een lange, rechtopstaande stengel met bladeren over de hele lengte ingeplant. De bladeren zijn meestal behaard, lancetvormig tot ovaal, duidelijk generfd en in de lengte gevouwen.
De bloeiwijze is een losse tros, met één tot drie (bij een enkele soort twaalf) bloemen. De bloemen zijn geresupineerd, zodat de lip onderaan staat. De sepalen of kelkbladen en petalen of kroonbladen zijn drietallig, maar meestal zijn de twee zijdelingse sepalen naar beneden gebogen en met elkaar vergroeid. Met uitzondering van de lip zijn alle bloembladen gelijk van vorm en kleur.
De lip heeft meestal een andere, meer opvallende kleur en is opgeblazen tot een buidelvormige structuur. De vorm en kleur zijn zeer gevarieerd en zijn er op gericht specifieke bestuivers aan te trekken.
De bloem bevat een gynostemium met twee fertiele meeldraden en een schildvormig staminodium. De pollenkorrels zijn tot een massa verkleefd of tot pollinia omgevormd. De stijl is kort en dik, de stempel groot en bolvormig, met drie stempellobben waarvan de middelste de grootste is.
De buidelvormige lip dient als insectenval; vliegende insecten worden gelokt door geurstoffen en de belofte van nectar in de felgekleurde bloem. Zij kunnen slechts naar buiten door een smalle opening achter het schildvormig staminodium, waar zij de stamper en de meeldraden passeren, waar ze het stuifmeel op hun lichaam krijgen. Bij een volgende bloem komt het stuifmeel dan op de stamper terecht.

## Habitat
Cypripedium-soorten zijn terrestrische planten die in een verscheidenheid van biotopen voorkomen, van bossen tot de toendra. Ze kunnen extreme kou verdragen, ontwikkelen zich onder de sneeuw en bloeien zodra de dooi intreed.

## Voorkomen
Cypripedium heeft een circumboreale verspreiding, voornamelijk in Noord-Amerika (met inbegrip van Alaska), Europa en Azië (met inbegrip van Siberië).
De meeste soorten staan op de rand van uitsterven, ten gevolge van het verdwijnen van hun natuurlijke habitat en de verzamelwoede van orchideeënliefhebbers.

## Taxonomie
Cypripedium wordt tot de tribus Cypripedieae gerekend. Het is de enige vertegenwoordiger van deze tribus in Europa.
Zowel de morfologische kenmerken als de DNA-analyse van de verschillende soorten tonen aan dat binnen dit geslacht twee groepen te onderscheiden zijn: Euraziatische soorten met gele of rode bloemen en Noord-Amerikaanse soorten met gele bloemen. Dit zou te verklaren zijn door langdurige periodes van isolatie, of door het verdwijnen van intermediare vormen. Noord-Amerikaanse soorten als Cypripedium irapeanum en Cypripedium californicum tonen overeenkomstige kenmerken met zustergeslacht Selenipedium.
In Europa komt het vrouwenschoentje (Cypripedium calceolus) verspreid maar zeldzaam voor, en verder twee soorten die ook in het Europese deel van Rusland voorkomen, Cypripedium guttatum en Cypripedium macranthos (ook in het Natuurpark Nalytsjevo in Kamtsjatka).

## Soorten en natuurlijke hybriden

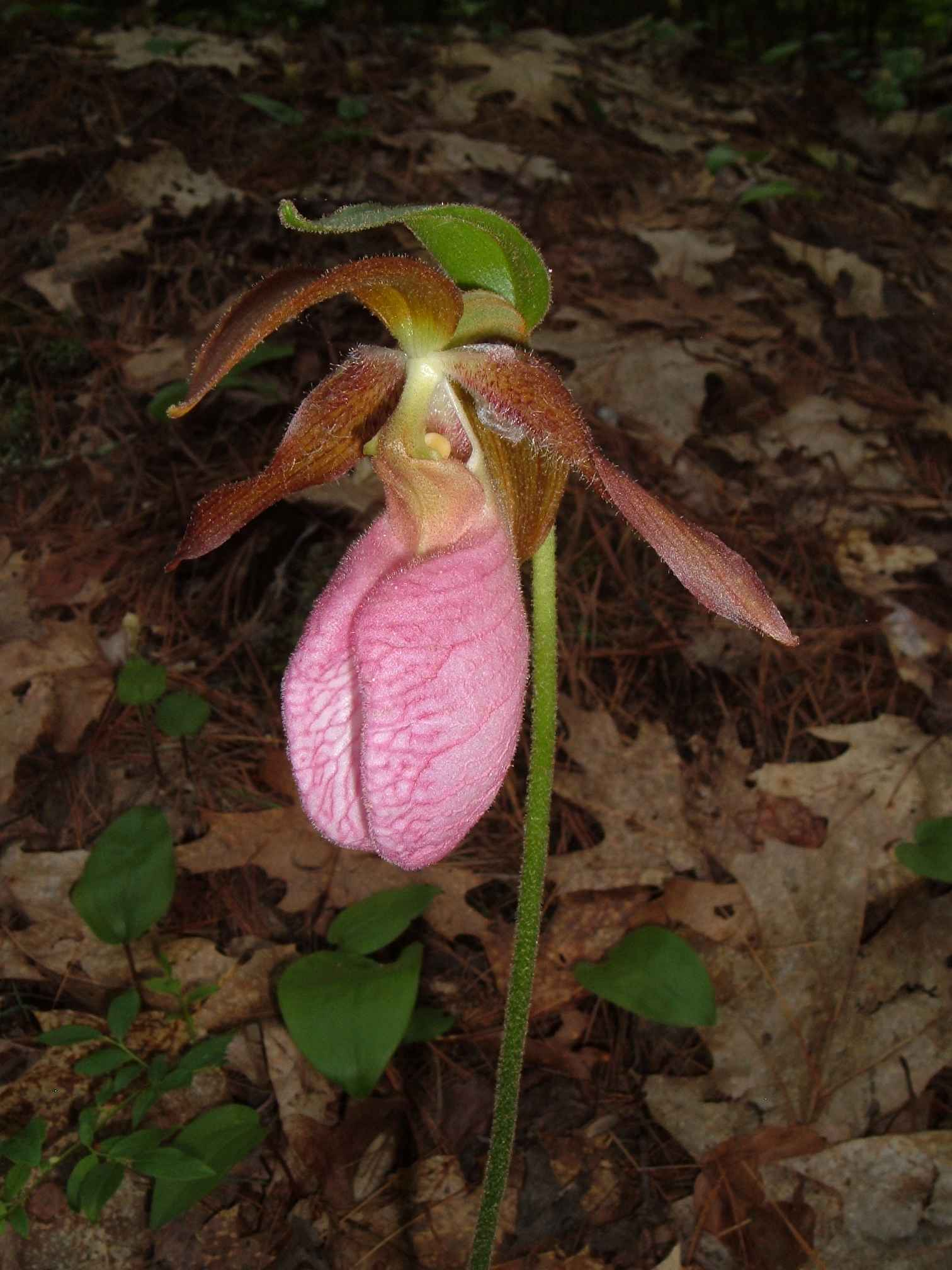
Cypripedium acaule : (Centraal en Oost-Canada en Noord-Centraal en Oosten van VS)
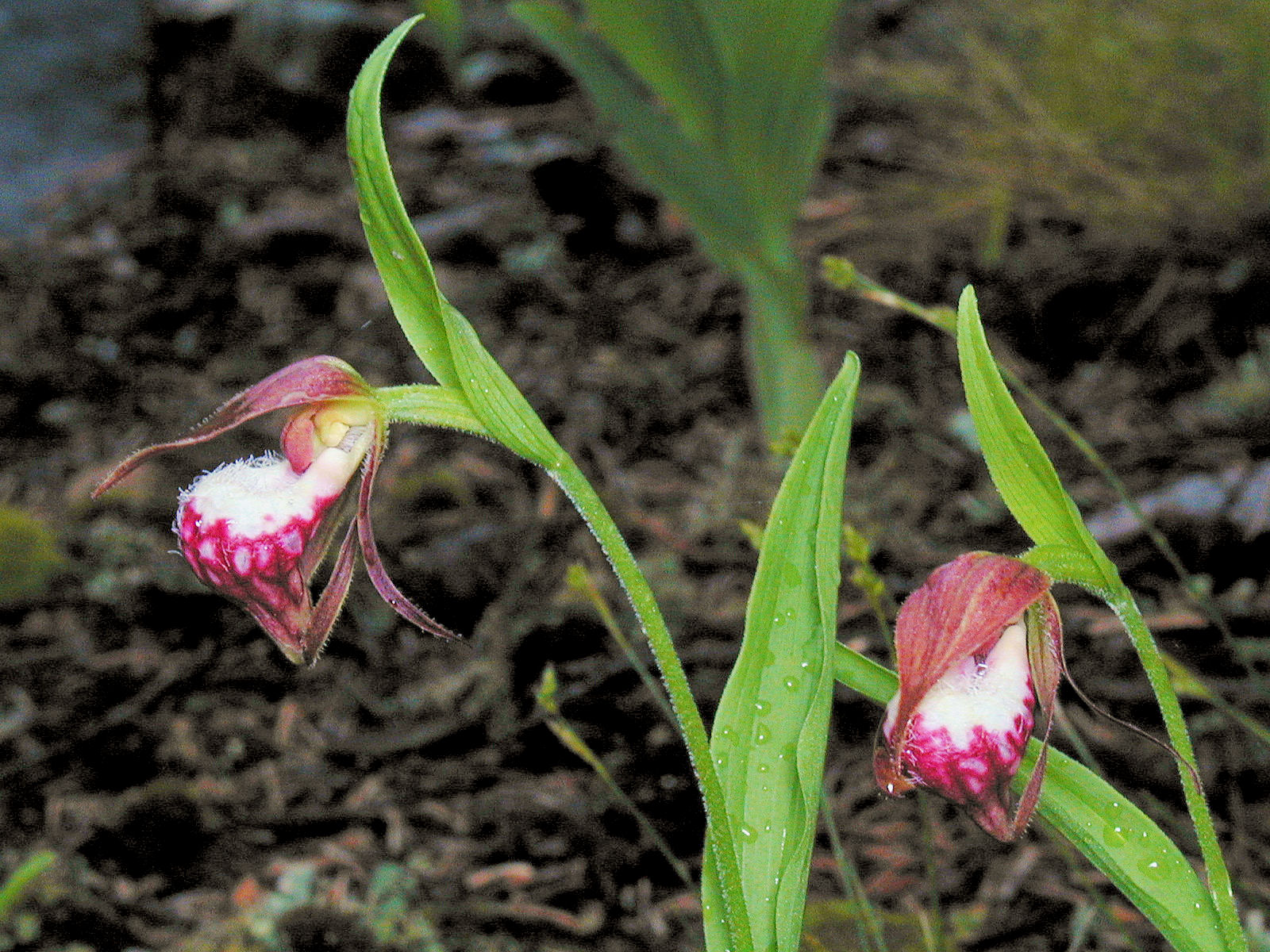
Cypripedium agnicapitatum (Mantsjoerije)
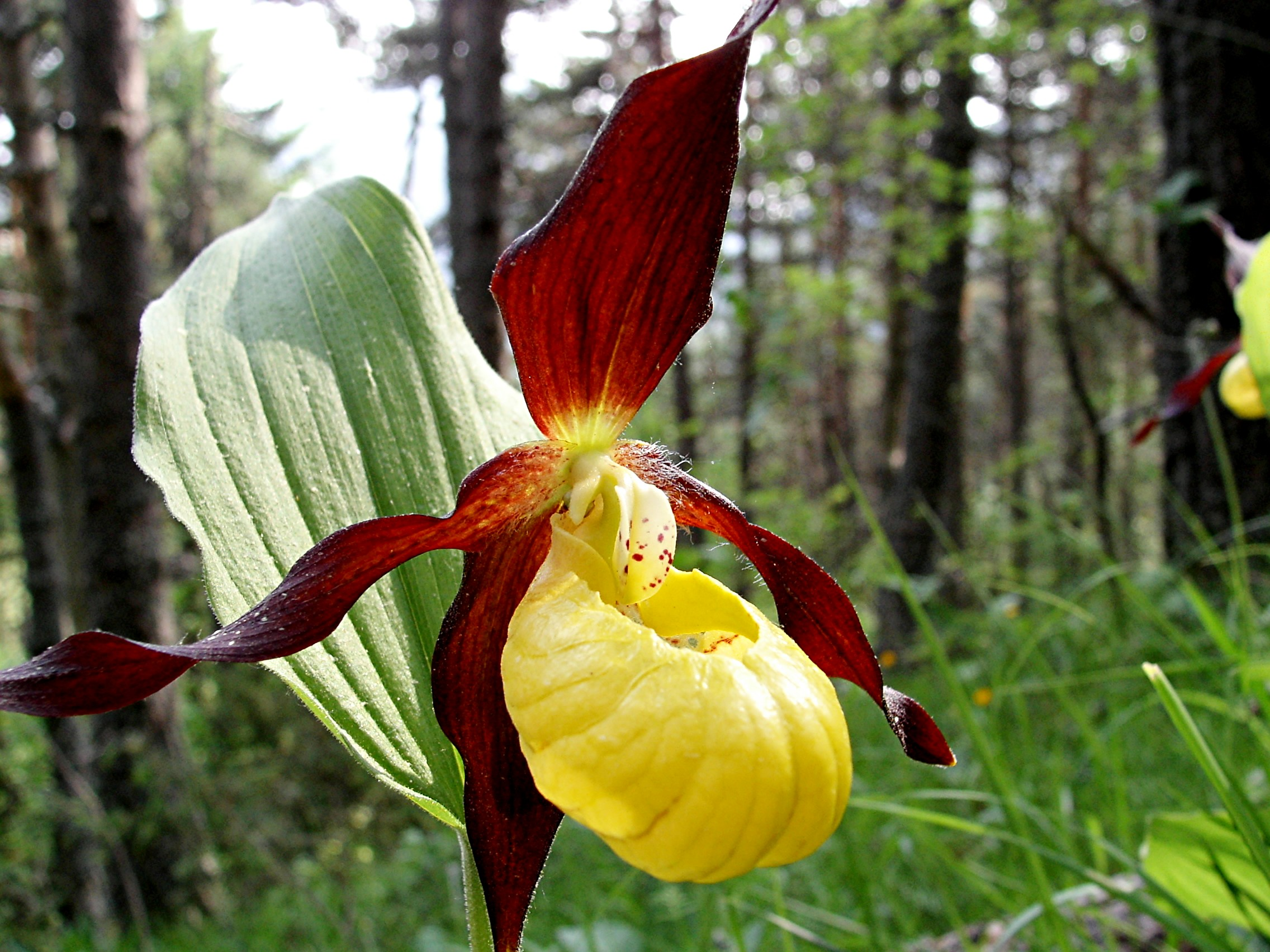
Cypripedium × alaskanum (C. guttatum × C. yatabeanum; Alaska).
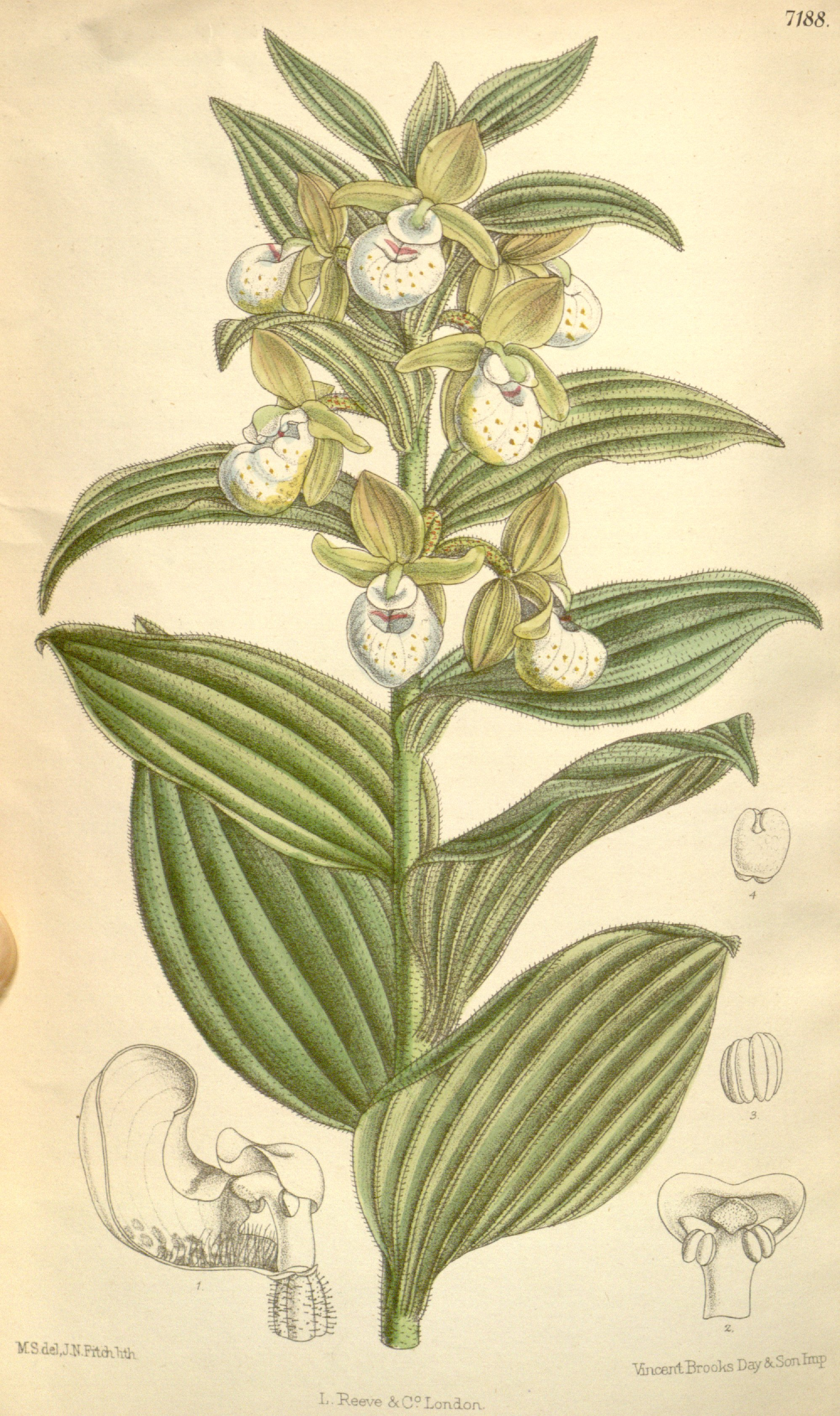
Cypripedium × andrewsii (C. candidum × C. parviflorum var. pubescens) (Oost-Canada, Noord-Centraal en Oosten van VS)
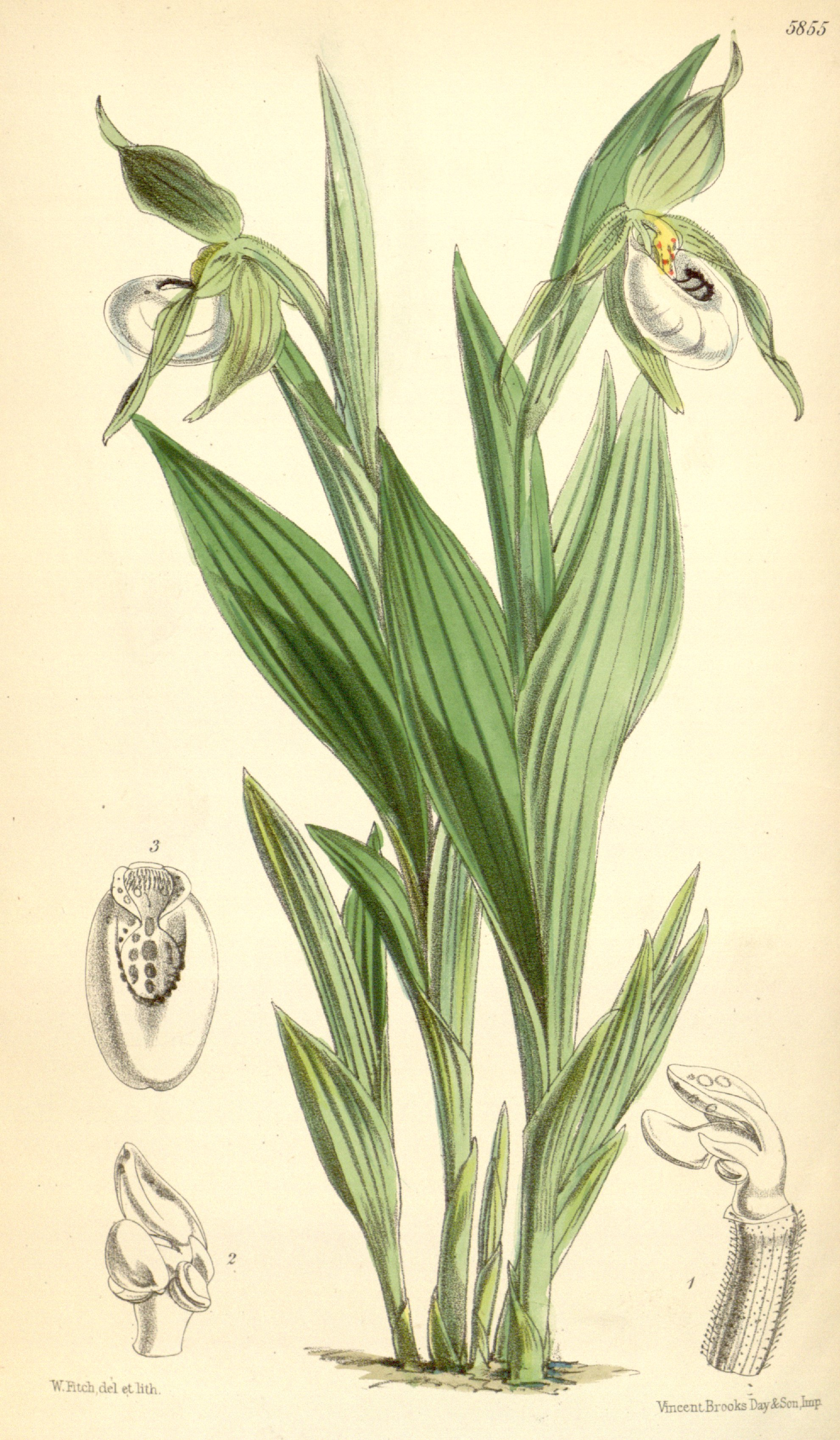
Cypripedium arietinum : Ram's-head Lady's-slipper (Centraal en Oost-Canada en Noord-Centraal en Noordoosten van VS)
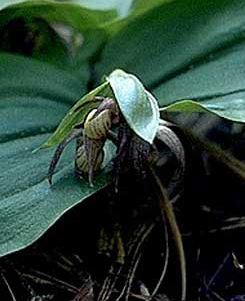
Cypripedium bardolphianum (China) - Cypripedium bardolphianum var. bardolphianum (China)
  - Cypripedium bardolphianum var. zhongdianense (China)
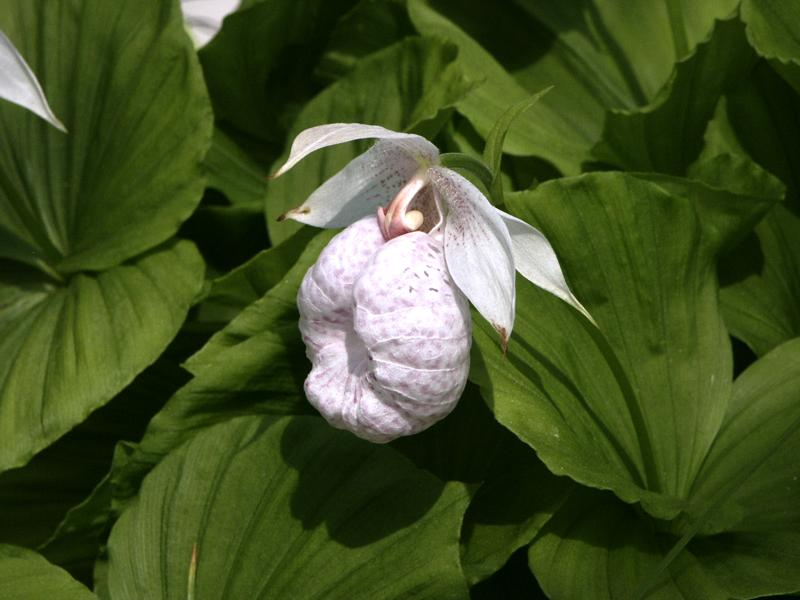
Cypripedium calceolus ((Europees) vrouwenschoentje; Europa tot Japan)
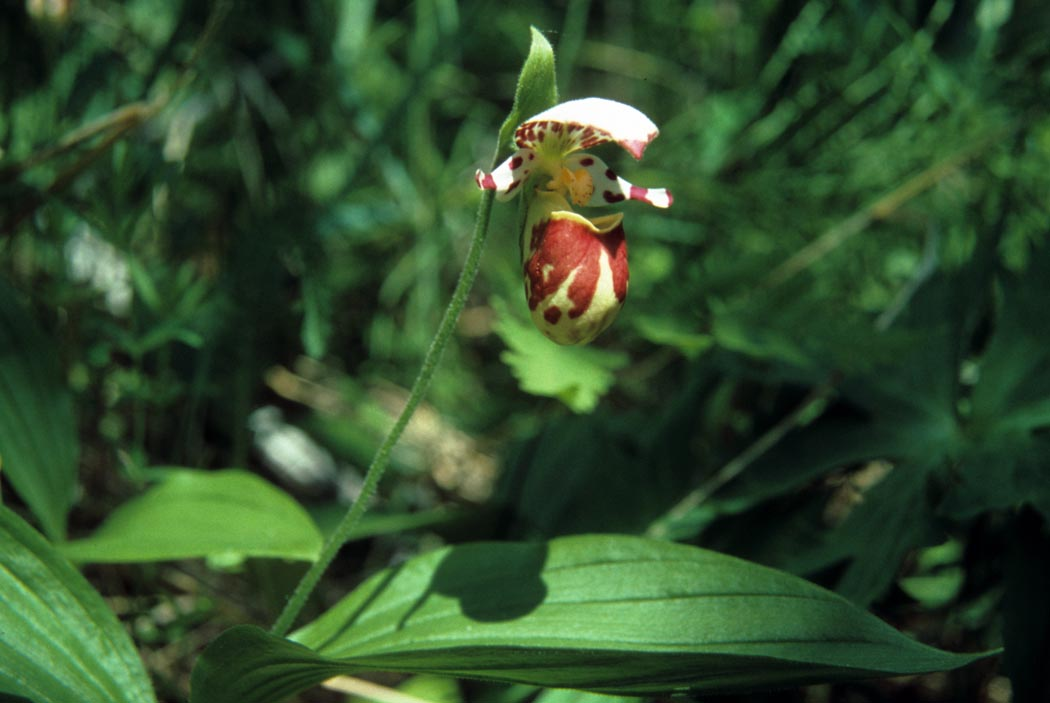
Cypripedium calcicolum (China)
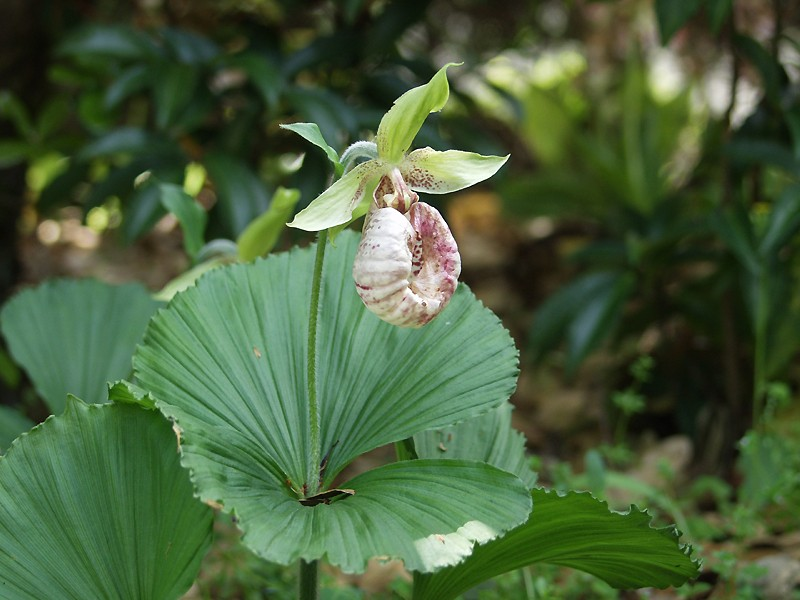
Cypripedium californicum (Oregon en Noord-Californië, VS)
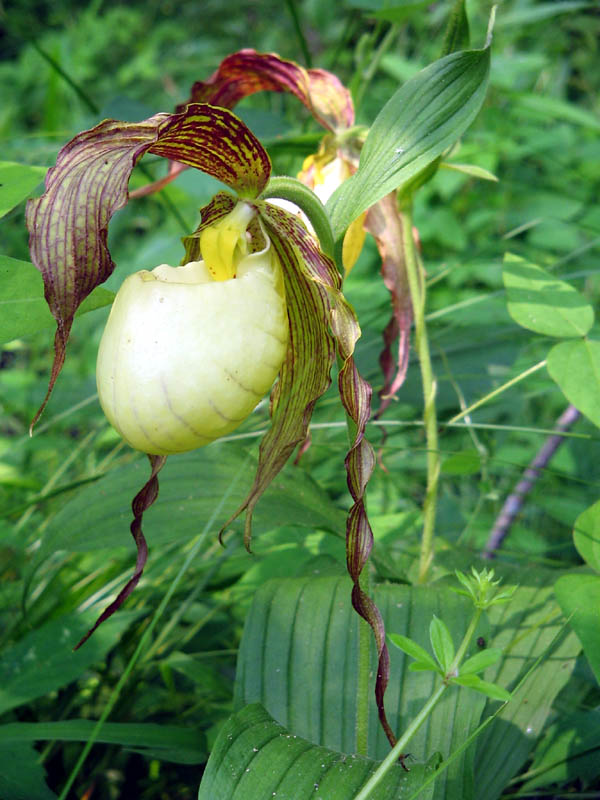
Cypripedium candidum (Zuidoost-Canada, Noord-Centraal en Oosten van VS)
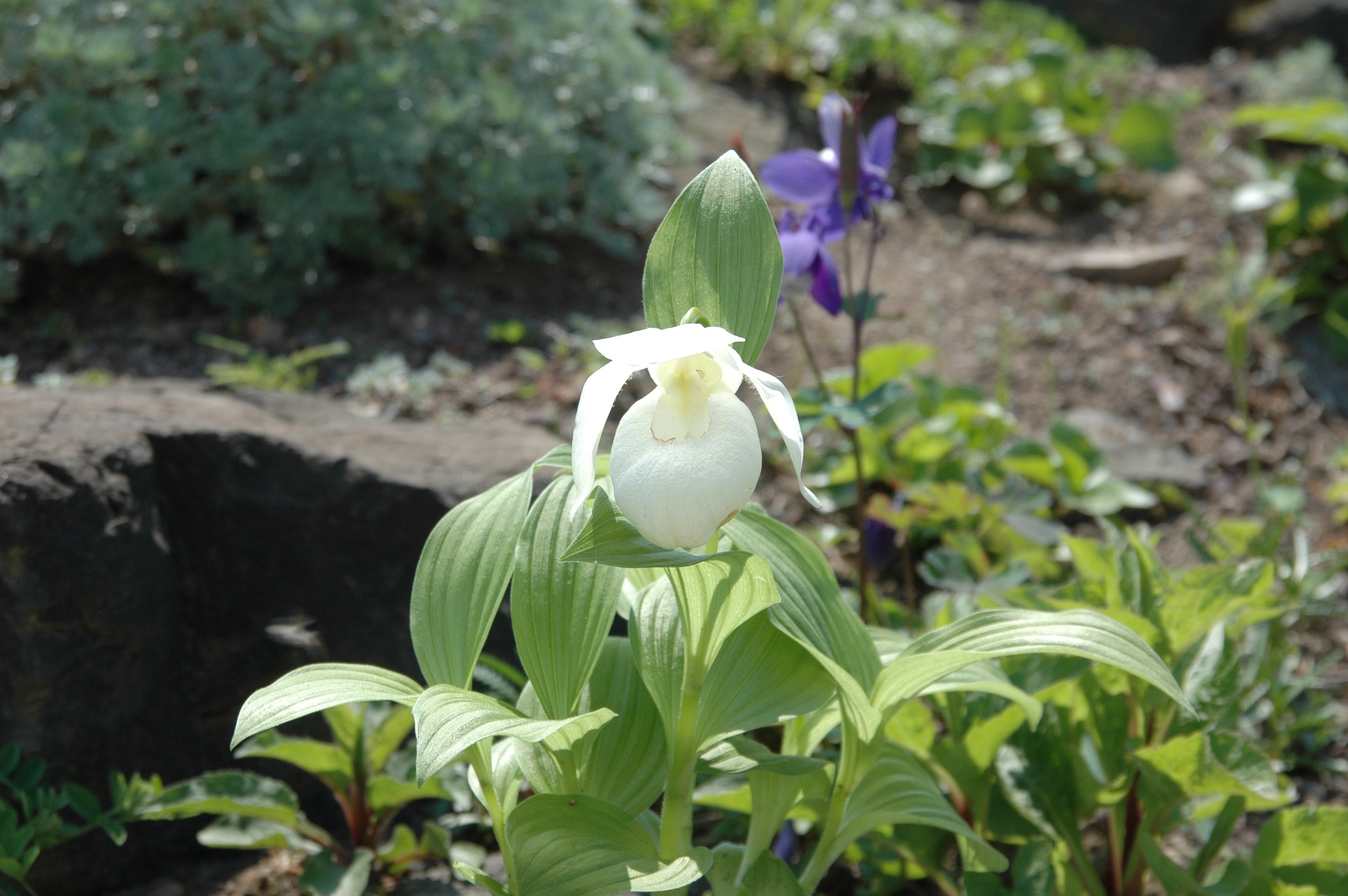
Cypripedium × catherinae (C. macranthon × C. shanxiense; Russische Verre Oosten)
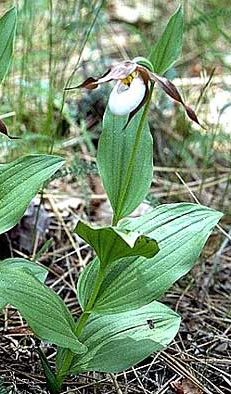
Cypripedium cheniae (China)
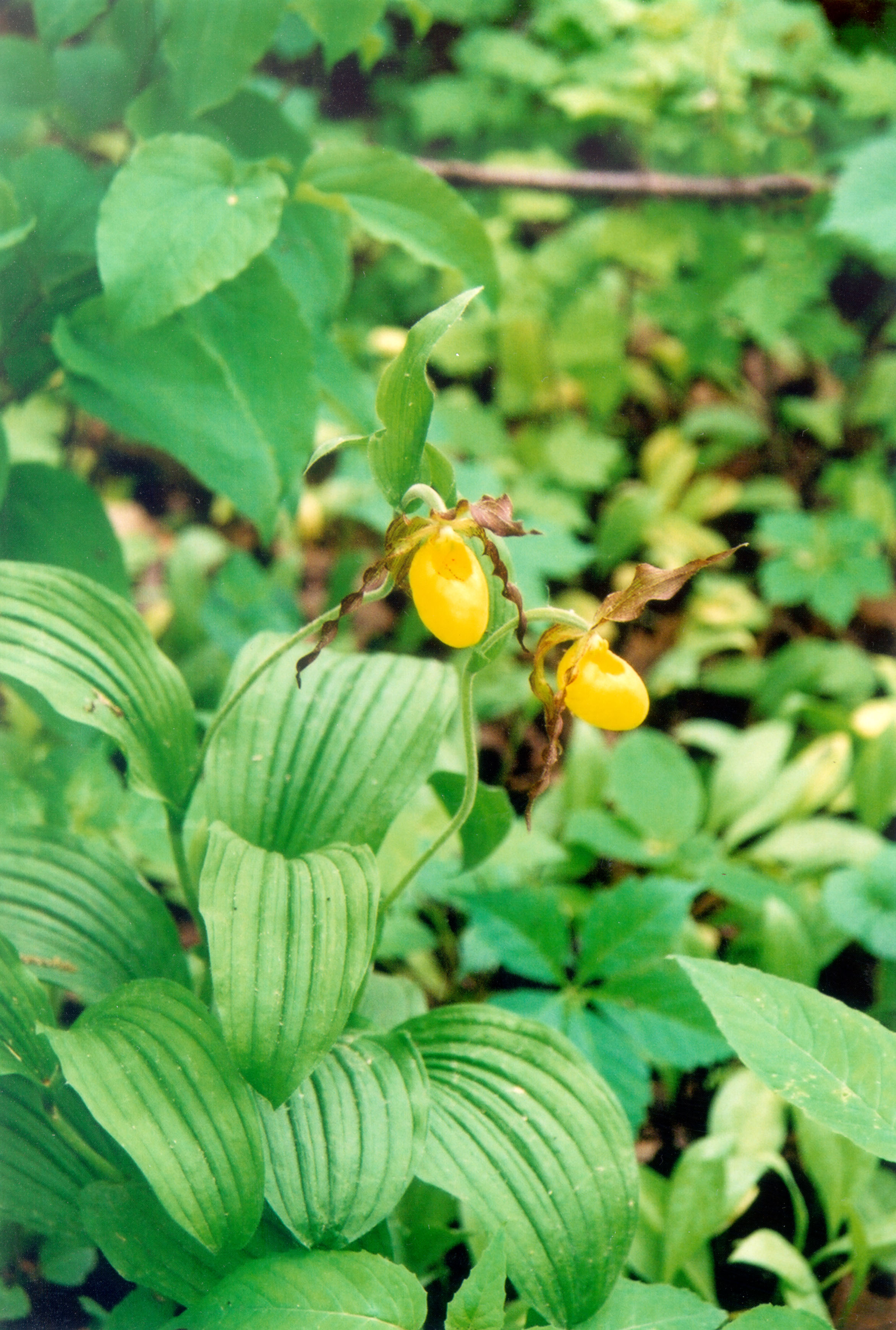
Cypripedium × columbianum (C. montanum × C. parviflorum var. pubescens; West-Canada en Noordwesten van VS)
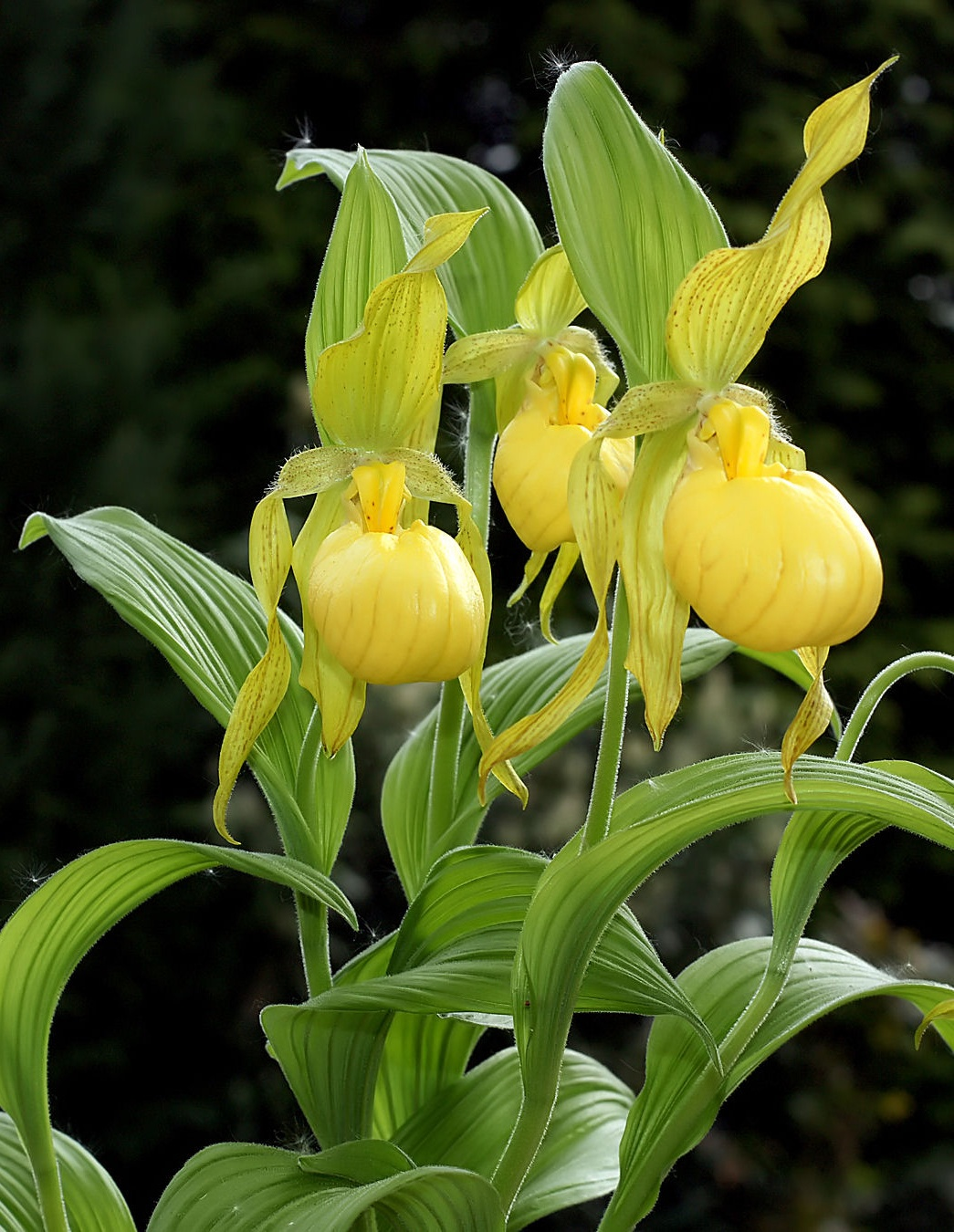
Cypripedium cordigerum (Noord-Pakistan tot Himalaya en Zuid-Tibet)
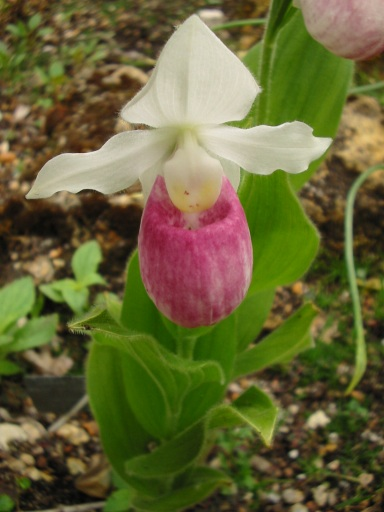
Cypripedium daweishanense (Yunnan, Zuidcentraal-China)
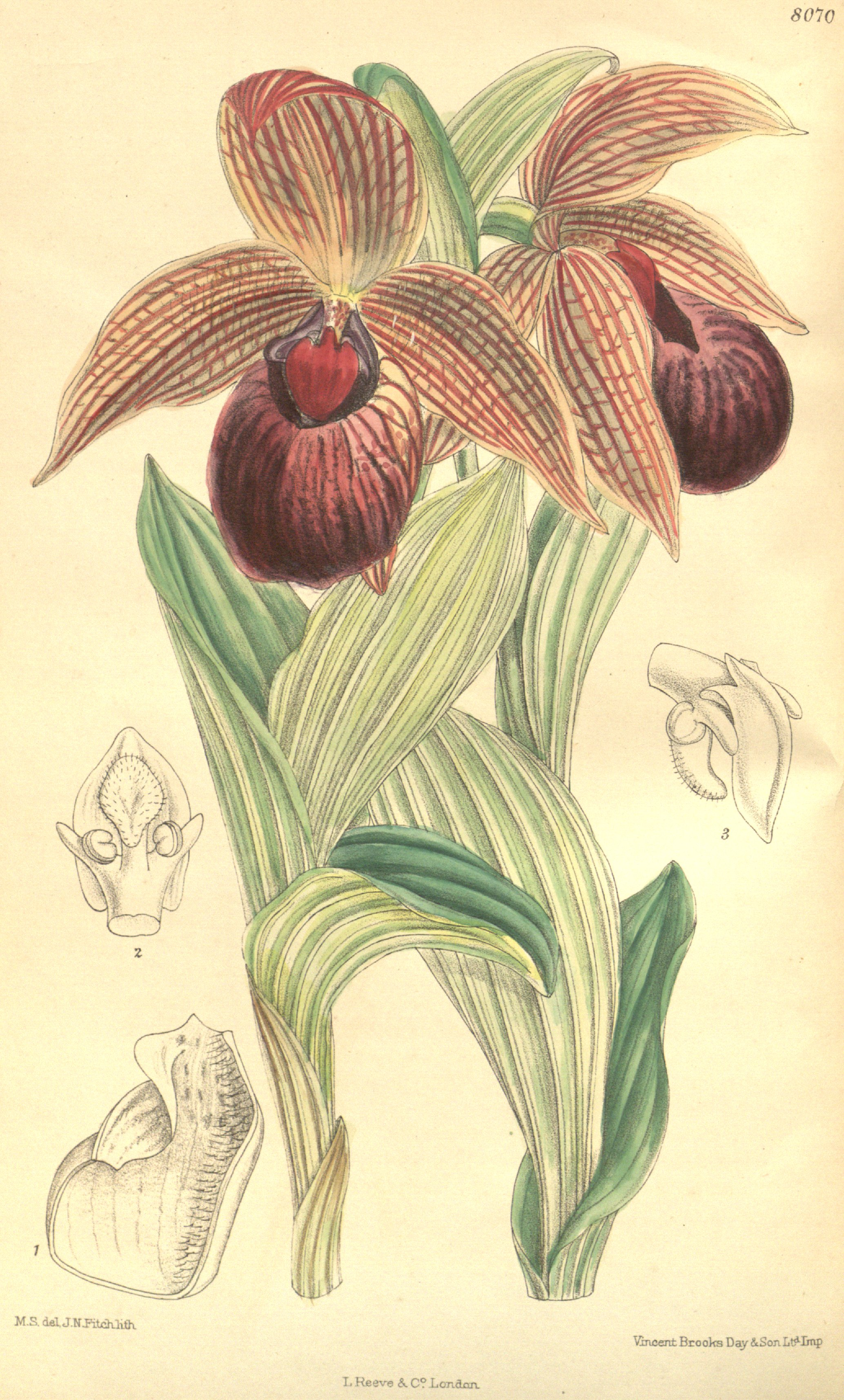
Cypripedium debile (Japan, Taiwan en China)
- Cypripedium dickinsonianum (Zuid-Chapas, Mexico tot Guatemala).
- Cypripedium elegans (Oost-Nepal tot China)
- Cypripedium fargesii (China)
- Cypripedium farreri (China)
- Cypripedium fasciculatum (Westen van VS).
- Cypripedium fasciolatum (China)
- Cypripedium flavum (Zuidoost-Tibet en Zuidcentraal-China)
- Cypripedium formosanum (Centraal-Taiwan)
- Cypripedium forrestii (China)
- Cypripedium franchetii (Centraal- en Zuidcentraal-China).
- Cypripedium froschii (China)
- Cypripedium guttatum (Europees Rusland tot Korea en Alaska, VS tot Yukon, Canada)
- Cypripedium henryi (Centraal-China)
- Cypripedium x herae (C.parviflorum x C.reginae) (Manitoba, Canada)
- Cypripedium himalaicum (Zuidoost-Tibet tot Himalaya)
- Cypripedium irapeanum (Mexico tot Honduras)
- Cypripedium japonicum (China, Korea en Japan)
- Cypripedium kentuckiense (Centraal- en Oost-VS)
- Cypripedium lentiginosum (China)
- Cypripedium lichiangense (Zuidwest-Sichuan en Noordwest-Yunnan, China en Noordoost-Myanmar)
  - Cypripedium lichiangense var. daweishanense (nu synoniem van Cypripedium daweishanense)
- Cypripedium ludlowii (Zuidoost-Tibet)
- Cypripedium macranthum (Oost-Witrusland tot gematigd Oost-Azië)
- Cypripedium malipoense (Yunnan, Zuidcentraal-China)
- Cypripedium margaritaceum (China)
- Cypripedium micranthum (China)
- Cypripedium molle (Mexico)
- Cypripedium montanum (Alaska tot Californië, VS)
- Cypripedium morinanthum (Mantsjoerije)
- Cypripedium neoparviflorum (Mantsjoerije)
- Cypripedium palangshanense (China)
- Cypripedium parviflorum Salisb. (Canada en Oost-VS)
  - Cypripedium parviflorum var. parviflorum (Canada en Oost-VS)
  - Cypripedium parviflorum var. pubescens (Noord-Amerika)
- Cypripedium passerinum (Alaska tot Canada en Montana, VS)
- Cypripedium plectrochilum (Noord-Myanmar tot Zuidcentraal-China)
- Cypripedium pubescens
- Cypripedium reginae (koninklijke vrouwenschoen, Centraal- en Oost-Canada en Noordcentraal- en Oost-VS)
- Cypripedium roseum (Mantsjoerije)
- Cypripedium rubronerve (China)
- Cypripedium segawai (Oostcentraal-Taiwan)
- Cypripedium shanxiense (China tot Noord-Japan)
- Cypripedium sichuanense (China)
- Cypripedium sinapoides (Mantsjoerije)
- Cypripedium subtropicum (Zuidoost-Tibet)
- Cypripedium taibaiense (China)
- Cypripedium tibeticum (Sikkim tot Centraal-China)
- Cypripedium × ventricosum (Rusland tot Korea)
- Cypripedium wardii (Zuidoost-Tibet, China)
- Cypripedium × wenqingiae (C. farreri × C. tibeticum; China)
- Cypripedium wumengense (China)
- Cypripedium yatabeanum (Russische Verre Oosten tot Noord- en Noordcentraal-Japan en Aleoeten tot Zuidwest-Alaska)
- Cypripedium yunnanense (Zuidoost-Tibet, China)

- Cypripedium
acaule
- Cypripedium
arietinum
- Cypripedium
calceolus
- Cypripedium
californicum
- Cypripedium
candidum
- Cypripedium
fasciculatum
- Cypripedium 
formosanum
- Cypripedium
guttatum
- Cypripedium
japonicum
- Cypripedium
kentuckiense
- Cypripedium
macranthos
- Cypripedium
montanum
- Cypripedium
parviflorum
- Cypripedium
pubescens
- Cypripedium
reginae
- Cypripedium
tibeticum